# Liste der Einträge im National Register of Historic Places im Lowndes County (Alabama)
Die Liste der Registered Historic Places im Lowndes County führt alle Bauwerke und historischen Stätten im Lowndes County in Alabama auf, die in das National Register of Historic Places aufgenommen wurden.

## Aktuelle Einträge
| Lfd. Nr. | Name                             | Bild | Datum der Eintragung | Adresse/Lage   | Ort         | ID-Nr.   | Beschreibung |
| -------- | -------------------------------- | ---- | -------------------- | -------------- | ----------- | -------- | ------------ |
| 1        | Calhoun School Principal’s House |      | 26. März 1976        | CR 33          | Calhoun     | 76000340 |              |
| 2        | Lowndes County Courthouse        |      | 24. Juni 1971        | Washington St. | Hayneville  | 71000100 |              |
| 3        | Lowndesboro Historic District    |      | 12. Dez. 1973        | N of U.S. 80   | Lowndesboro | 73000356 |              |
| 4        | James Spullock Williamson House  |      | 5. Jan. 1989         | AL 31          | Sandy Ridge | 88003123 |              |